# I Want You Back (canção de The Jackson 5)
"I Want You Back" é um single do conjunto musical norte-americano The Jackson 5, lançado em 1969 pela gravadora Motown. Tendo como lado B um cover de "Who's Lovin' You" de Smokey Robinson & The Miracles, "I Want You Back" foi a única canção lançado em formato single do primeiro álbum do grupo, Diana Ross Presents the Jackson 5. A canção chegou a posição número 1 na parada musical Billboard Hot 100. Esteve presente na lista das 500 melhores canções de todos os tempos da revista Rolling Stone.

## Créditos
- Vocal: Michael Jackson, Jermaine Jackson, Jackie Jackson e Marlon Jackson
- Coro: Michael Jackson, Jermaine Jackson, Tito Jackson, Jackie Jackson e Marlon Jackson
- Arranjos, produção e letras: The Corporation
- Guitarra: David T. Walker, Louis Shelton e Don Peake
- Baixo: Wilton Felder
- Bateria: Gene Pello
- Teclados: Freddie Perren
- Piano: Joe Sample

## Versões
- David Ruffin regravou "I Want You Back" para seu LP "David".
- O grupo canadense West End Girls regravou a canção em 1991 e obteve sucesso.
- O grupo britânico Cleopatra lançou sua própria versão em 1998.
- O Guns N' Roses tocou uma curta versão em Tóquio em 2009 na Chinese Democracy World Tour.
- A cantora Victoria Justice regravou a música para a trilha-sonora de sua série, Victorious.
- O elenco de Glee regravou a canção para a trilha-sonora do episódio 3x11 "Michael", porém não entrou no corte final.
- O grupo de K-pop sul-coreano TWICE regravou "I Want You Back" para ser trilha sonora do filme japonês Sensei Kunshu

## Certificações
| Região                                                                                                  | Certificação | Vendas     |
| --- | ------------ | ---------- |
| Dinamarca (IFPI Dinamarca)                                                                              | Platina      | 15 000^    |
| Alemanha (BVMI)                                                                                         | Ouro         | 250 000^   |
| Itália (FIMI) vendas desde 2009                                                                         | Ouro         | 25 000*    |
| Japão (RIAJ)                                                                                            | Ouro         | 100 000^   |
| Reino Unido (BPI)                                                                                       | 2× Platina   | 1,200,000^ |
| Estados Unidos (RIAA)                                                                                   | Platina      | 1,000,000^ |
| *números de vendas baseados somente na certificação ^números de vendas baseados somente na certificação |              |            |